# Jurij Petranhowskyj
Jurij Ihorowytsch Petranhowskyj (ukrainisch Юрій Ігорович Петранговский; russisch Юрий Игоревич Петранговский Juri Igorewitsch Petrangowski; englische Transkription Yuri Petrangovsky; * 9. Dezember 1994 in Kiew, Ukraine) ist ein ehemaliger ukrainischer Eishockeyspieler, der zuletzt bis 2015 beim HK Krementschuk in der ukrainischen Eishockeyliga unter Vertrag stand.

## Karriere
Jurij Petranhowskyj begann seine Karriere als Eishockeyspieler in der zweiten Mannschaft des HK Schachzjor Salihorsk, für die er in der Wysschaja Liga, der zweiten Liga von Belarus, spielte. 2012 wechselte er in seine Heimatstadt zum HK Sokil Kiew in die Professionelle Hockey-Liga. In der ukrainischen Hauptstadt hielt es ihn jedoch lediglich ein Jahr und es zog ihn in die ostukrainische Kohlemetropole Donezk, wo er bei Molodaja Gwardija, dem Juniorenprojekt des HK Donbass Donezk, in der Molodjoschnaja Chokkeinaja Liga (MHL), einer multinationalen Nachwuchsliga, auf dem Eis stand. 2014 wechselte zum belarussischen HK Junost Minsk, für dessen Nachwuchsmannschaft er ebenfalls in der MHL spielte. Seit 2015 spielte er für den HK Krementschuk in der ukrainischen Eishockeyliga. Dort beendete er 2017 seine Karriere.

### International
Im Nachwuchsbereich stand Petranhowskyj für sein Heimatland zunächst bei der U18-Weltmeisterschaft 2012 in der Division I auf dem Eis. Mit fünf Treffern war er dort der erfolgreichste Torschütze des Turniers. Im selben Jahr spielte er bereits als 17-Jähriger bei der U20-Junioren-Weltmeisterschaft in der Division II und stieg mit seinem Team durch den Erfolg beim Heimturnier in Donezk in die Division I auf. Dort gelang ihm sowohl 2013 als auch 2014 der Klassenerhalt mit der ukrainischen Mannschaft.
Für die ukrainische Eishockeynationalmannschaft der Herren wurde Petranhowskyj erstmals für die Division-I-WM 2013 nominiert. Seine Mannschaft gewann das Turnier der Gruppe B in Donezk und stieg damit in die Gruppe A auf, aus der die Ukrainer erst im Vorjahr abgestiegen waren. Auch 2015, 2016 und 2017 spielte er in der Division I. Zudem vertrat er seine Farben bei der Olympiaqualifikation für die Winterspiele in Pyeongchang 2018.

## Erfolge und Auszeichnungen
- 2012 Bester Torschütze bei der U-18-Weltmeisterschaft, Division I, Gruppe B
- 2012 Aufstieg in die Division I, Gruppe B, bei der U-20-Weltmeisterschaft, Division II, Gruppe A
- 2013 Aufstieg in die Division I, Gruppe A, bei der Weltmeisterschaft der Division I, Gruppe B
- 2016 Aufstieg in die Division I, Gruppe A, bei der Weltmeisterschaft der Division I, Gruppe B

## Statistik
(Stand: Ende der Spielzeit 2012/13)